# Charles Eugène Gabriel de Sombreuil
Charles Eugène Gabriel de Sombreuil (Bonnac-la-Côte, 11 luglio 1770 – Auray, 28 luglio 1795) è stato un condottiero francese durante la rivoluzione francese.

## Biografia
Nacque a Bonnac-la-Côte da Charles François de Virot de Sombreuil, governatore de Les Invalides, e Marie-Madeleine des Flottes de l'Eychoisier. Aveva due fratelli maggiori, Mademoiselle e Stanislas, entrambi nati nel 1768. Sia il padre che il fratello furono giustiziati con la ghigliottina il 17 giugno 1794.
Nel luglio 1795, aiutò a guidare la spedizione di Quiberon. L'invasione fu un fallimento e, per aver tradito la rivoluzione, lui e 750 dei suoi commilitoni furono giustiziati dal plotone di esecuzione.